# Trans Service Team
Die TST GmbH ist ein inhabergeführtes Unternehmen der Logistikbranche aus Worms. Schwerpunkte der Logistikdienstleistungen liegen in der Chemie- und Pharmaindustrie sowie dem Einzelhandel und dem Maschinenbau mit Kunden wie z. B. BASF, Lidl, Aldi, Daimler AG und Unilever.

## Geschichte
Das Unternehmen wurde 1990 gegründet. Im Jahr 2012 wurde die Süderelbe Logistik GmbH (Hamburg), die Unisped Logistik GmbH (Hamburg) und die CM Eurologistik GmbH (Duisburg) von der Mackprang Holding erworben. Mittlerweile beschäftigt die TST-Gruppe an mehr als 75 Standorten über 3000 Mitarbeiter.